# 쏠배감펭
쏠배감펭(Lionfish, Pterois lunulata)은 양볼락과에 속하며 물고기이다. 몸길이 약 30cm이고 등지느러미와 가슴지느러미가 길며 몸은 유선형이다. 몸빛깔은 연한 붉은색으로 옆구리에 흑갈색의 가로띠가 많이 있다. 양턱은 같은 길이이고 아래턱 봉합부에 혹 모양의 돌기가 발달되어 있다. 가슴지느러미는 무척 길어 어린 고기일 때는 그 끝이 꼬리지느러미 뒷가장자리에 달한다. 등지느러미가시는 길고 독선(毒腺)이 있으며, 위협을 느끼면 긴 지느러미를 세워 자신을 보호한다. 연안의 암초지대에 살며 산란기는 8월이다. 알은 젤라틴에 싸여 덩어리째 바다에 떠다닌다. 작은 물고기와 갑각류 등을 먹으며, 화려한 줄무늬 덕분에 관상용으로 수족관에서 기르기도 한다. 주로 인도양과 태평양에 분포해 있다.